# 新锡蒂乌
新锡蒂乌是巴西马拉尼昂州的一个市镇。总面积3114.827平方公里，总人口15153人，人口密度4.9人/平方公里。